# Begonia besleriifolia
Begonia besleriifolia là một loài thực vật có hoa trong họ Thu hải đường. Loài này được Schott mô tả khoa học đầu tiên năm 1827.